# Korzeszynek
Korzeszynek – wieś w Polsce położona w województwie kujawsko-pomorskim, w powiecie włocławskim, w gminie Lubraniec.
| SIMC    | Nazwa    | Rodzaj    |
| ------- | -------- | --------- |
| 0866627 | Brzezina | część wsi |

Wieś duchowna, własność kapituły włocławskiej, położona była w II połowie XVI wieku w powiecie brzeskokujawskim województwa brzeskokujawskiego. W latach 1975–1998 miejscowość administracyjnie należała do województwa włocławskiego.